# Michael A'Hearn
Pour les articles homonymes, voir Hearn.
Michael F. A'Hearn, né le 17 novembre 1940, et mort le 29 mai 2017 est un astronome et professeur américain à l'université du Maryland. 

## Biographie
Michael F. A'Hearn est responsable de la mission spatiale EPOXI de la NASA. Il était également responsable de la mission Deep Impact. Il a obtenu son baccalauréat scientifique au Boston College et son doctorat en astronomie à l'université du Wisconsin à Madison. Il a participé au développement de systèmes d'analyses d'abondance cométaire et de techniques de détermination de la taille des noyaux cométaires par des mesures optiques et infrarouges.
Ses études concernent principalement les comètes et les astéroïdes. Il supervise également de nombreux étudiants des cycles supérieurs. Il a été élu membre de l'Association américaine pour l'avancement de la science. Il a rédigé plus de 100 articles scientifiques publiés dans des revues. C'est également un passionné de voile, qui a une licence commerciale de garde-côte.
L'astéroïde (3192) A'Hearn a été nommé en son honneur. Il a reçu le prix Gerard-P.-Kuiper en 2008.